# Le Ménil
Pour les articles homonymes, voir Mesnil.
Le Ménil  est une commune française de moyenne montagne située dans le département des Vosges, en région Grand Est. Il n'est pas rare qu'on la dénomme Le Ménil-Thillot pour la distinguer notamment de Ménil-de-Senones. Elle fait partie du Massif des Vosges.
Ses habitants sont appelés les Guédons .

## Géographie

### Localisation
La commune se niche entre les vallées de la Moselle et de la Moselotte, là où le col du Ménil - ou col des Fenesses (621 m) permet un passage aisé entre Le Thillot et Cornimont. Les sommets environnants offrent de superbes points de vue comme la table d’orientation de la Tête des Champs et la Grande Roche.
Point culminant : le Haut du Rouge-Gazon, appelé aussi Tête des Buttes (1 108 m) marquant la frontière avec la commune voisine de Ventron ; c'est également le sommet de la célèbre station de ski de Ventron.
C'est une des 201 communes réparties sur quatre départements : les Vosges, le Haut-Rhin, le Territoire de Belfort et la Haute-Saône du Parc naturel régional des Ballons des Vosges.
| Saulxures-sur-Moselotte | Cornimont          | Ventron |
| Ramonchamp              | du Ménil           |         |
| Le Thillot              | Fresse-sur-Moselle | Bussang |

### Géologie et relief
Hydrogéologie et climatologie : Système d’information pour la gestion des eaux souterraines du bassin Rhin-Meuse :
Territoire communal : Occupation du sol (Corinne Land Cover); Cours d'eau (BD Carthage),
Géologie : Carte géologique; Coupes géologiques et techniques,
 Hydrogéologie : Masses d'eau souterraine; BD Lisa; Cartes piézométriques.
Le village montagnard du Ménil se trouve à une altitude de 530 mètres dans un vallon faisant la liaison entre les hautes vallées de la Moselle et de la Moselotte. La vallée du Ménil débute donc au col du Ménil (621 mètres). L'essentiel du territoire est accidenté et montagneux avec un versant sud-est très ouvert avec la vallée des Granges, et un versant nord-ouest plus abrupt versant directement des sommets au village sur une pente directe. Sur ce dernier, le point culminant est la Tête du Midi à 956 mètres ; il est entouré au sud par le Haut des Poncés à 903 mètres et le col de la Flaconnière (812 mètres). Au nord de la commune et de cette même crête se trouve la Tête du Canard à 927 mètres.
Sur l'autre rive du Ménil se trouve la plus grande partie du territoire communal avec la haute vallée des Granges et, plus au nord et plus petite, celle du Travexin. Ces deux vallées sont séparées et entourées de nombreux sommets dont cinq dépassent les 1 000 mètres.  Le sommet le plus proche du village et la plus bas est surmonté d'une antenne et se nomme la Rouauche à 729 m, plus haut on trouve la Tête des Renards à 875 m puis le Haut de la Lochère (limite avec Le Thillot) à 950 mètres. Plus loin sur la crête et au delà du col de Lochère (874 m) se trouve le Drube à 1 035 mètres (limite avec Fresse-sur-Moselle), le haut de cette crête sommital est finalement atteint à la Tête des Corbeaux à 1 094 mètres (limite avec Bussang).
Aux abords de la Tête des Corbeaux, on se trouve dans la partie supérieure de la haute vallée des Granges, vallée de la Kinsmuss qui coule sur 2,5 kilomètres entre 800 et 950 mètres d'altitude. Cette vallée supérieure est entourée par la Tête des Corbeaux, le col de Rochelotte (953 mètres), le Haut de Rochelotte à 1 003 mètres, le Haut de la Croix de l'Ermite à 1 065 mètres, le Haut du Rouge Gazon (Tête des Buttes) à 1 108 mètres et le Haut du Bonhomme à 1 065 m. Au nord du Haut du Bonhomme et de la Tête des Champs à 997 mètres on trouve la haute vallée du Travexin, assez élevée également, lequel s'écoule sur 2,5 kilomètres entre 700 et 1 000 mètes d'altitude, c'est la vallée supérieure la plus haute du Ménil.
C'est ici, sur le point culminant, que l'on trouve les deux pistes de ski côté Ménil de la station de Ventron. Elles partent du Haut du Rouge Gazon (Tête des Buttes) à 1 108 mètres et descendent du côté du Ménil jusqu'à 950 mètres.

### Sismicité
Commune située dans une zone 3 de sismicité modérée.

### Hydrographie et les eaux souterraines
Le ruisseau du Ménil, affluent de la  Moselle et ses cours supérieurs ( ruisseau des Granges,Ruisseau des Fenesses et la  Goutte de la Kinsmuss). Le  ruisseau de Travexin, quant à lui, tributaire de la Moselotte (qui prend sa source au Haut du Rouge-Gazon) avec ses deux branches supérieures :' 'la Goutte du Rupt de la Sauce  et  la Goutte du Bonhomme irriguent le territoire communal.
Ces deux derniers cours supérieurs sont bien sûr alimentées par de nombreux torrents déversants des pentes alentour. De l'autre côté de la rive du Ménil, les pentes abruptes du versant nord (massif du Géhant) sont le lieu de naissance de six torrents dont deux tombent directement sur le village :  Goutte du Fray, Goutte des Baigneux, Goutte du Chaity, Goutte des Essarts du Droit, La Peute Goutte, Goutte du Basset, Goutte du Heuchau, Goutte du Tiâtre, Goutte du Hallaire. Sur le versant opposé, depuis la tête de la Lochère, prend naissance la  Goutte des Huileries qui conflue avec le Ruisseau du Ménil au niveau du hameau de Demerupt. 
La commune dispose par ailleurs de nombreux points d'eau.
Les analyses de l'Agence régionale de santé, ayant fait ressortir que l'eau de la commune, bien que parfaitement potable, était trop agressive selon ses normes, la reconversion et réhabilitation de la station de traitement de l'eau des Fenesses a été engagée au cours du deuxième semestre 2014. Cette nouvelle installation est opérationnelle depuis mars 2015.

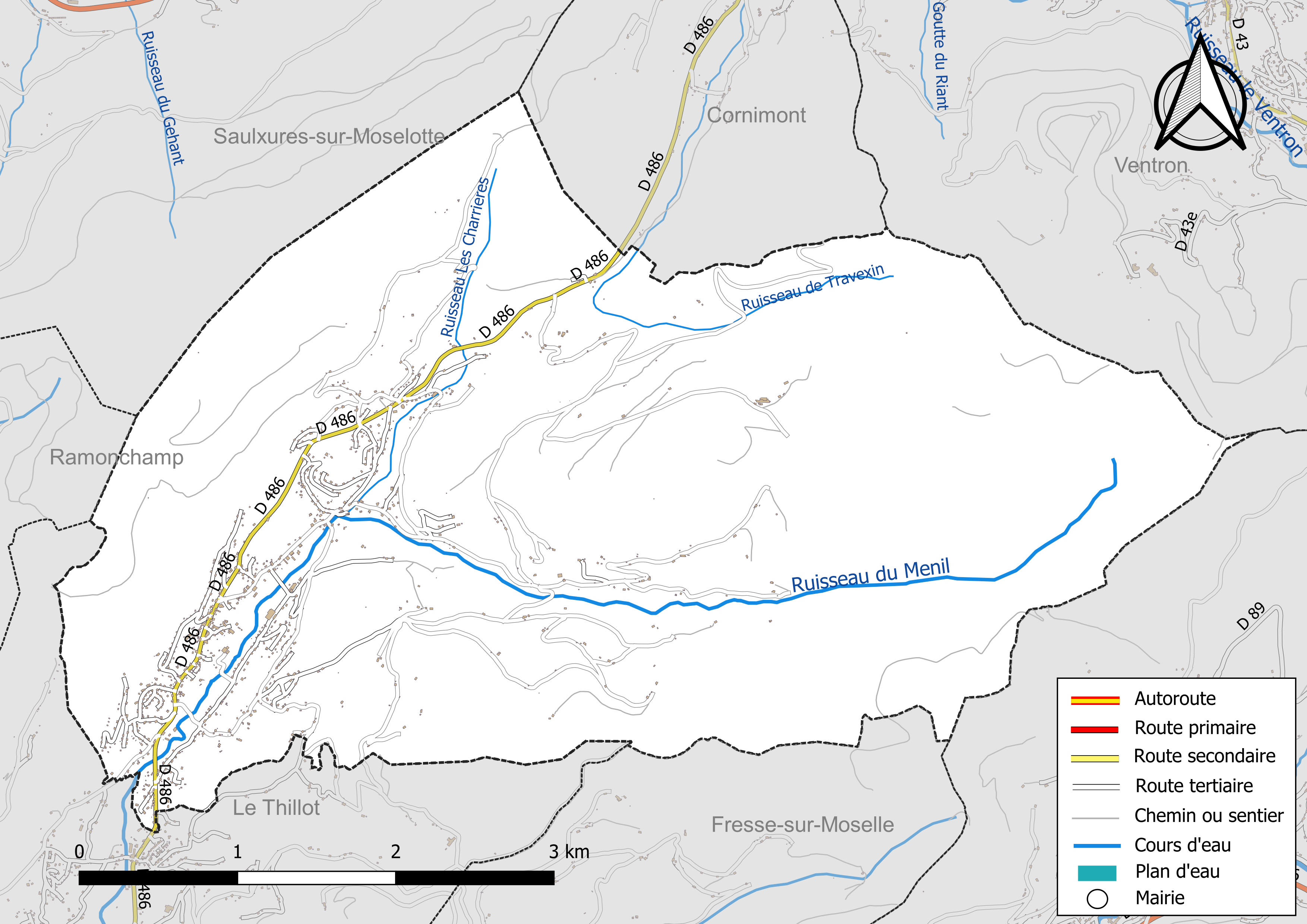
Réseaux hydrographique et routier du Ménil.

### Climat
Pour des articles plus généraux, voir Climat du Grand Est et Climat des Vosges.
En 2010, le climat de la commune est de type climat de montagne, selon une étude du Centre national de la recherche scientifique s'appuyant sur une série de données couvrant la période 1971-2000. En 2020, Météo-France publie une typologie des climats de la France métropolitaine dans laquelle la commune est exposée à un climat semi-continental et est dans la région climatique  Vosges, caractérisée par une pluviométrie très élevée (1 500 à 2 000 mm/an) en toutes saisons et un hiver rude (moins de 1 °C). 
Pour la période 1971-2000, la température annuelle moyenne est de 9 °C, avec une amplitude thermique annuelle de 16,9 °C. Le cumul annuel moyen de précipitations est de 1 844 mm, avec 14,8 jours de précipitations en janvier et 11,2 jours en juillet. Pour la période 1991-2020, la température moyenne annuelle observée sur la station météorologique de Météo-France la plus proche, « Ballon de Servance », sur la commune de Haut-du-Them-Château-Lambert à 8 km à vol d'oiseau, est de 6,5 °C et le cumul annuel moyen de précipitations est de 1 882,9 mm. 
La température maximale relevée sur cette station est de 31,2 °C, atteinte le 24 juillet 2019 ; la température minimale est de −20,1 °C, atteinte le 20 décembre 2009,,. 
Les paramètres climatiques de la commune ont été estimés pour le milieu du siècle (2041-2070) selon différents scénarios d'émission de gaz à effet de serre à partir des nouvelles projections climatiques de référence DRIAS-2020. Ils sont consultables sur un site dédié publié par Météo-France en novembre 2022.

## Urbanisme

### Typologie
Au 1er janvier 2024, Le Ménil est catégorisée commune rurale à habitat dispersé, selon la nouvelle grille communale de densité à sept niveaux définie par l'Insee en 2022.
Elle appartient à l'unité urbaine du Thillot, une agglomération intra-départementale regroupant huit  communes, dont elle est une commune de la banlieue,,. Par ailleurs la commune fait partie de l'aire d'attraction du Thillot, dont elle est une commune de la couronne,. Cette aire, qui regroupe 7 communes, est catégorisée dans les aires de moins de 50 000 habitants,.

### Occupation des sols
L'occupation des sols de la commune, telle qu'elle ressort de la base de données européenne d’occupation biophysique des sols Corine Land Cover (CLC), est marquée par l'importance des forêts et milieux semi-naturels (77,6 % en 2018), en augmentation par rapport à 1990 (75,4 %). La répartition détaillée en 2018 est la suivante : 
forêts (63,6 %), prairies (16,1 %), milieux à végétation arbustive et/ou herbacée (14 %), zones agricoles hétérogènes (3,8 %), zones urbanisées (2,5 %). L'évolution de l’occupation des sols de la commune et de ses infrastructures peut être observée sur les différentes représentations cartographiques du territoire : la carte de Cassini (XVIIIe siècle), la carte d'état-major (1820-1866) et les cartes ou photos aériennes de l'IGN pour la période actuelle (1950 à aujourd'hui).

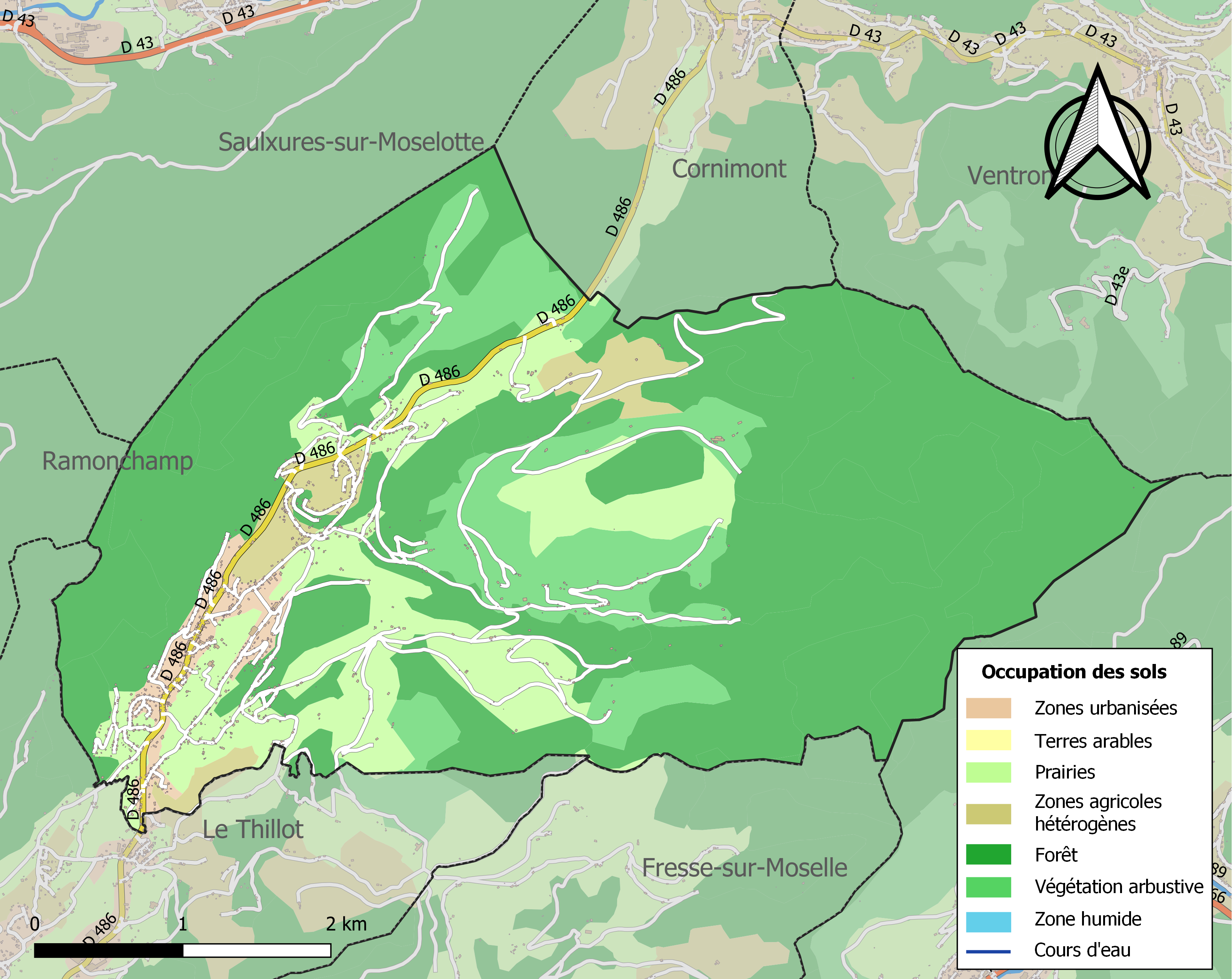
Carte des infrastructures et de l'occupation des sols de la commune en 2018 (CLC).

### Voies de communications et transports

#### Voies routières
- D486 vers Le Thillot, La Roche des Chênes[23].

#### Transports en commun
- Fluo Grand Est.

#### Lignes SNCF
- Gare de Kruth.
- Gare d'Oderen.

## Toponymie
Le nom Du Mennil est attesté dès 1417[réf. nécessaire].
L'étymologie du nom actuel du village viendrait de mansionile, qui désignait en vieux français une « maison de paysan ».

## Histoire
Le village fut longtemps un hameau rattaché au ban de Ramonchamp qui appartenait à la grande prévôté du chapitre de Remiremont. Cependant, dès 1733, Le Ménil possède son administration propre. L'église est construite entre 1733 et 1735 et reste annexe de Ramonchamp. Le Ménil prend son indépendance en 1735 en devenant une paroisse puis obtient le statut de commune sous la Révolution.
La mairie et les écoles, réunies dans le même bâtiment, ont été construites en 1864.
Le 5 février 1944, l'équipage du Short Stirling du 19 Squadron de la Royal Air Force (CFA) s'est craché à Le Ménil.
La commune a fait l'objet d'une citation, le 11 novembre 1948, en raison de son courage durant la Seconde Guerre mondiale.

## Politique et administration

### Tendances politiques et résultats
| Période                                  | Période    | Identité                     | Étiquette | Qualité                                                        |
| ---------------------------------------- | ---------- | ---------------------------- | --------- | -------------------------------------------------------------- |
| Les données manquantes sont à compléter. |            |                              |           |                                                                |
| mai 1900                                 | 1903       | Joseph Julien Collin         |           | Industriel au Surdelot                                         |
| septembre 1903                           | mars 1906  | Nicolas Joseph LOUIS         |           | Cultivateur Démissionnaire lors de la Querelle des inventaires |
| avril 1906                               | août1919   | Auguste Germain MAURICE      |           |                                                                |
| 1919                                     | 1923       | Charles Auguste Richard      |           | Négociant Décédé en cours de mandat                            |
| 1923                                     | 1945       | Robert Kohler                |           | Industriel                                                     |
| 1945                                     | mars 1965  | Ernest Choffel               |           | Agriculteur                                                    |
| mars 1965                                | mars 1977  | René Pernel                  |           | Cordonnier                                                     |
| mars 1977                                | 1998       | Michel Vuillemin (1928-2021) |           | Hôtelier-restaurateur                                          |
| 1998                                     | mars 2005  | Aimé Chevrier (1937-2005)    |           | Conducteur de travaux retraité Décédé en cours de mandat       |
| 2005                                     | avril 2014 | Jean-Claude Côme             |           | Chef d'entreprise                                              |
| avril 2014                               | En cours   | Jean-François Viry           |           | Directeur de banque retraité                                   |

### Budget et fiscalité 2022

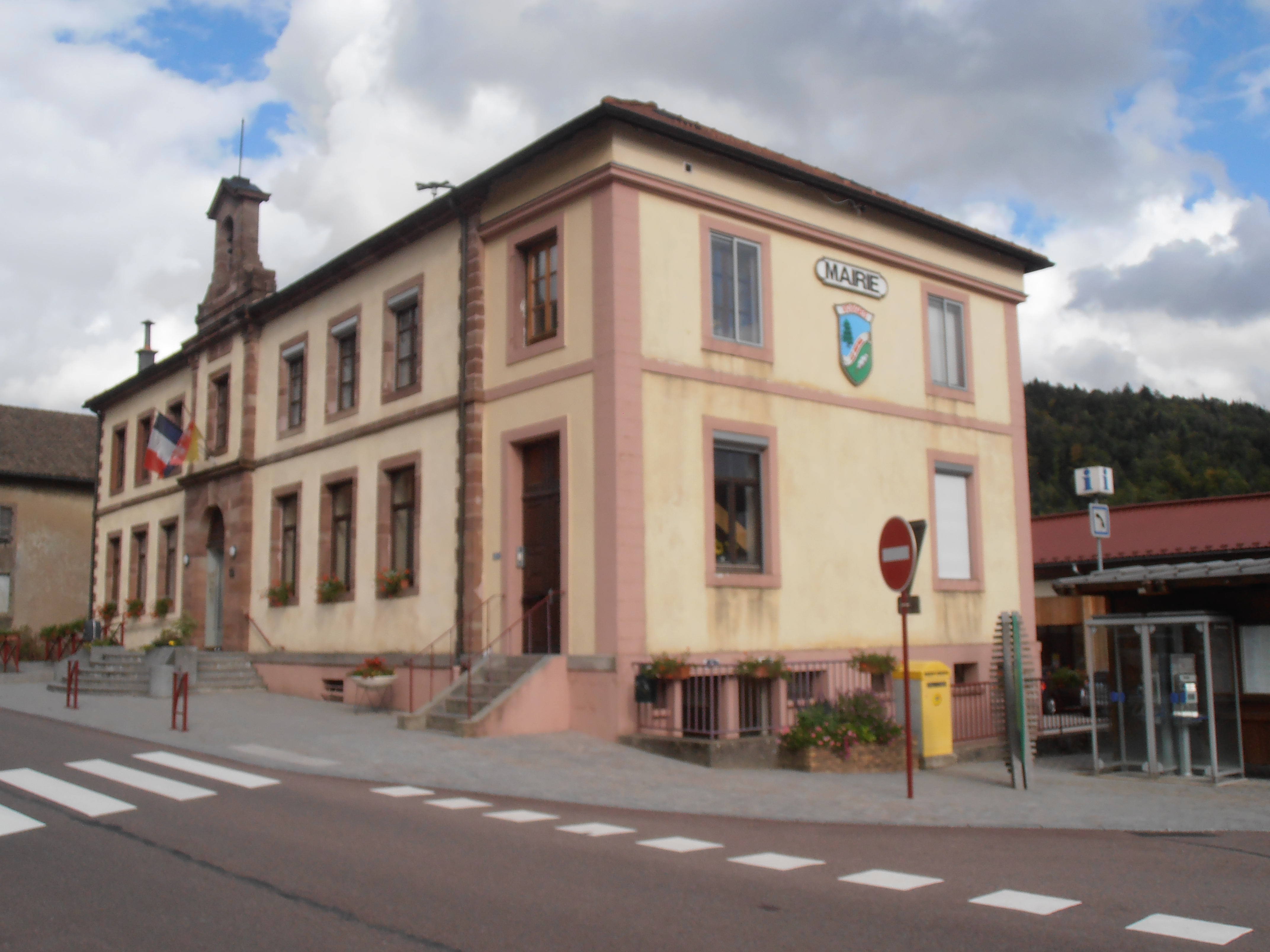
La mairie du Ménil.

En 2022, le budget de la commune était constitué ainsi :
- total des produits de fonctionnement : 1 097 000 €, soit 1 047 € par habitant ;
- total des charges de fonctionnement : 964 000 €, soit 920 € par habitant ;
- total des ressources d’investissement : 373 000 €, soit 356 € par habitant ;
- total des emplois d’investissement : 495 000 €, soit 472 € par habitant ;
- endettement : 132 000 €, soit 126 € par habitant.

Avec les taux de fiscalité suivants :
- taxe d’habitation : 24,93 % ;
- taxe foncière sur les propriétés bâties : 39,09 % ;
- taxe foncière sur les propriétés non bâties : 19,02 % ;
- taxe additionnelle à la taxe foncière sur les propriétés non bâties : 38,75 % ;
- cotisation foncière des entreprises : 19,58 %.

Chiffres clés Revenus et pauvreté des ménages en 2021 : médiane en 2021 du revenu disponible, par unité de consommation : 21 240 €.

## Population et société

### Démographie

#### Évolution démographique
L'évolution du nombre d'habitants est connue à travers les recensements de la population effectués dans la commune depuis 1793. Pour les communes de moins de 10 000 habitants, une enquête de recensement portant sur toute la population est réalisée tous les cinq ans, les populations de référence des années intermédiaires étant quant à elles estimées par interpolation ou extrapolation. Pour la commune, le premier recensement exhaustif entrant dans le cadre du nouveau dispositif a été réalisé en 2005.

En 2022, la commune comptait 984 habitants, en évolution de −8,29 % par rapport à 2016 (Vosges : −2,96 %, France hors Mayotte : +2,11 %).
| 1793  | 1800  | 1806  | 1821  | 1831  | 1836  | 1841  | 1846  | 1856  |
| ----- | ----- | ----- | ----- | ----- | ----- | ----- | ----- | ----- |
| 1 231 | 1 251 | 1 447 | 1 583 | 1 565 | 1 569 | 1 617 | 1 658 | 1 487 |

| 1861  | 1866  | 1876  | 1881  | 1886  | 1891  | 1896  | 1901  | 1906  |
| ----- | ----- | ----- | ----- | ----- | ----- | ----- | ----- | ----- |
| 1 508 | 1 413 | 1 341 | 1 369 | 1 312 | 1 318 | 1 329 | 1 306 | 1 327 |

| 1911  | 1921  | 1926  | 1931  | 1936  | 1946  | 1954  | 1962  | 1968 |
| ----- | ----- | ----- | ----- | ----- | ----- | ----- | ----- | ---- |
| 1 326 | 1 195 | 1 158 | 1 114 | 1 146 | 1 092 | 1 115 | 1 048 | 870  |

| 1975 | 1982  | 1990  | 1999  | 2005  | 2006  | 2010  | 2015  | 2020  |
| ---- | ----- | ----- | ----- | ----- | ----- | ----- | ----- | ----- |
| 826  | 1 067 | 1 119 | 1 117 | 1 181 | 1 180 | 1 149 | 1 077 | 1 005 |

| 2022 | - | - | - | - | - | - | - | - |
| ---- | - | - | - | - | - | - | - | - |
| 984  | - | - | - | - | - | - | - | - |

### Enseignement
Établissements d'enseignements :
- L'école maternelle, rue de l'église.
- L'école élémentaire Aimé Chevrier a le label École en poésie[36].
- Les chantiers de jeunes, projet pédagogique fédérateur. Les objectifs étaient de sensibiliser les jeunes à l’intérêt de la mise en valeur du site choisi, les rendre acteurs en les impliquant sur le volet aménagement, valoriser ce patrimoine[37],[38]

### Santé
Professionnels et établissements de santé :
- Médecins à Le Ménil, Ramonchamp, Le Thillot, Saint-Maurice-sur-Moselle, Fresse-sur-Moselle, Saulxures-sur-Moselotte.
- Pharmacies à Ramonchamp, Le Thillot, Saint-Maurice-sur-Moselle, Fresse-sur-Moselle, Saulxures-sur-Moselotte.
- Hôpitaux à Le Thillot, Bussang, Cornimont, Oderen.
- Centre hospitalier Beatrix de Lorraine de Remiremont.

### Cultes
- Culte catholique, Paroisse Bienheureux-Frédéric-Ozanam[40], Diocèse de Saint-Dié.

## Économie

### Entreprises et commerces

#### Agriculture
- Culture de légumes, de melons, de racines et de tubercules.
- Élevage de vaches laitières.
- Élevage d'ovins et de caprins.
- Élevage d'autres bovins et de buffles.

#### Tourisme
- Hébergements et restauration à Le Ménil, Le Thillot, Ramonchamp, Ferdrupt, Bussang.

#### Commerces
Du fait du déclin de l'industrie textile, présente sur la commune dès 1840 par le travail de fibres du chanvre puis du coton, l'activité de la commune s'est orientée vers le tourisme et dispose d'un syndicat d'initiative. Le Ménil a aujourd'hui une capacité d'accueil touristique de plus de 1 000 lits.
- Commerces et services de proximité.

## Culture locale et patrimoine

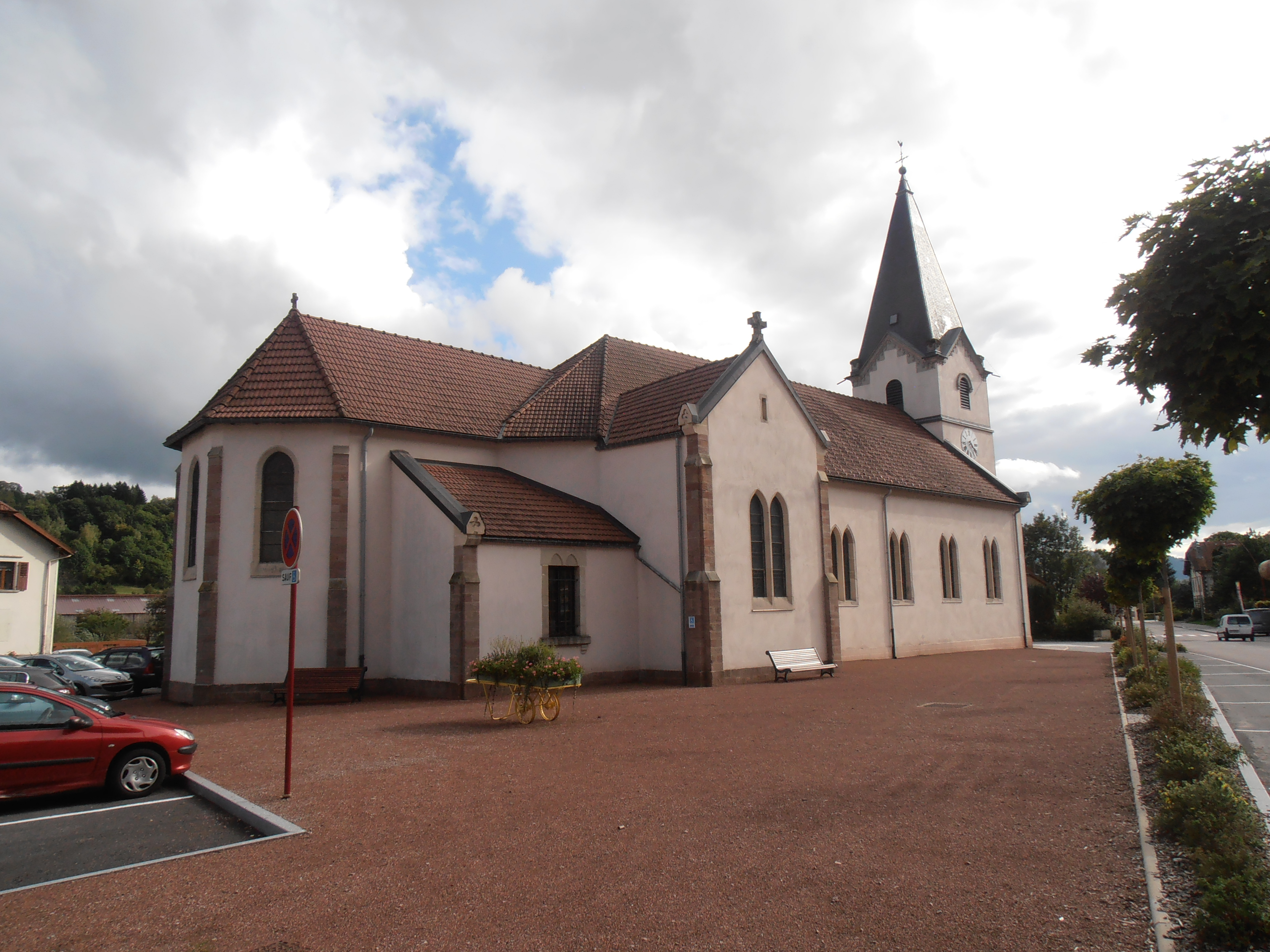
L'église Saint-Blaise.
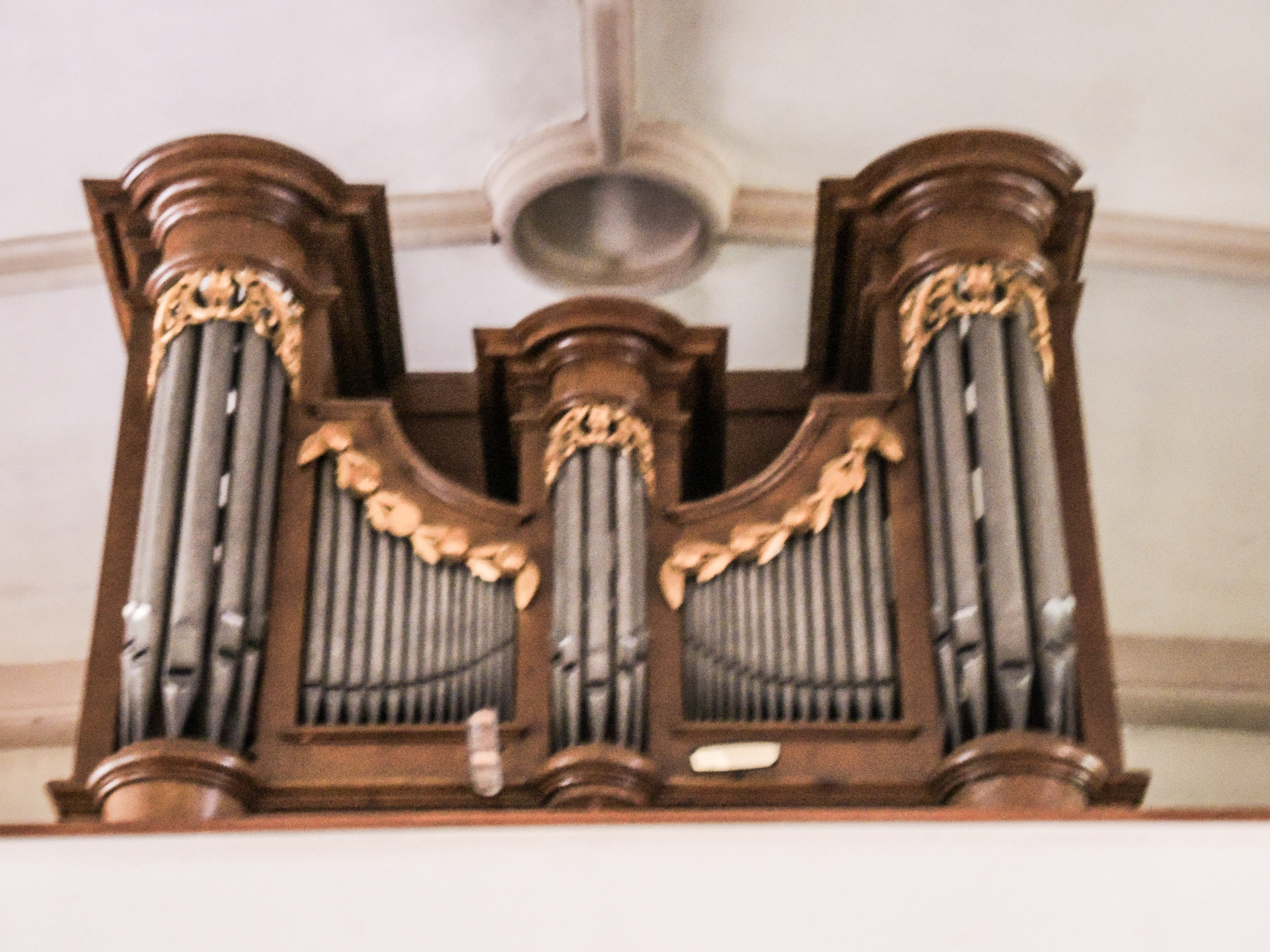
Orgue de Jean-Nicolas Jeanpierre dans l'église Saint-Blaise.
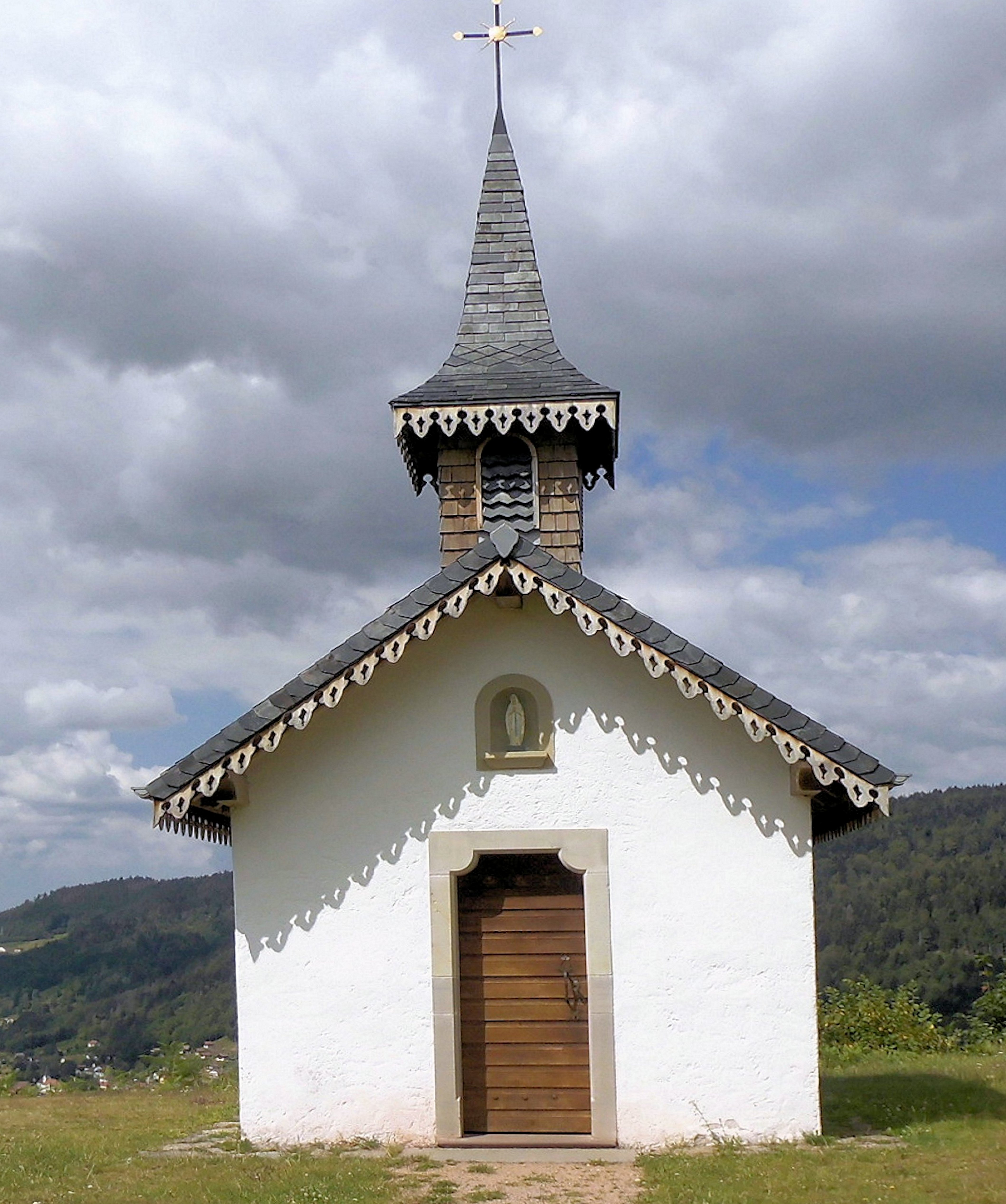
La chapelle de Pitié.
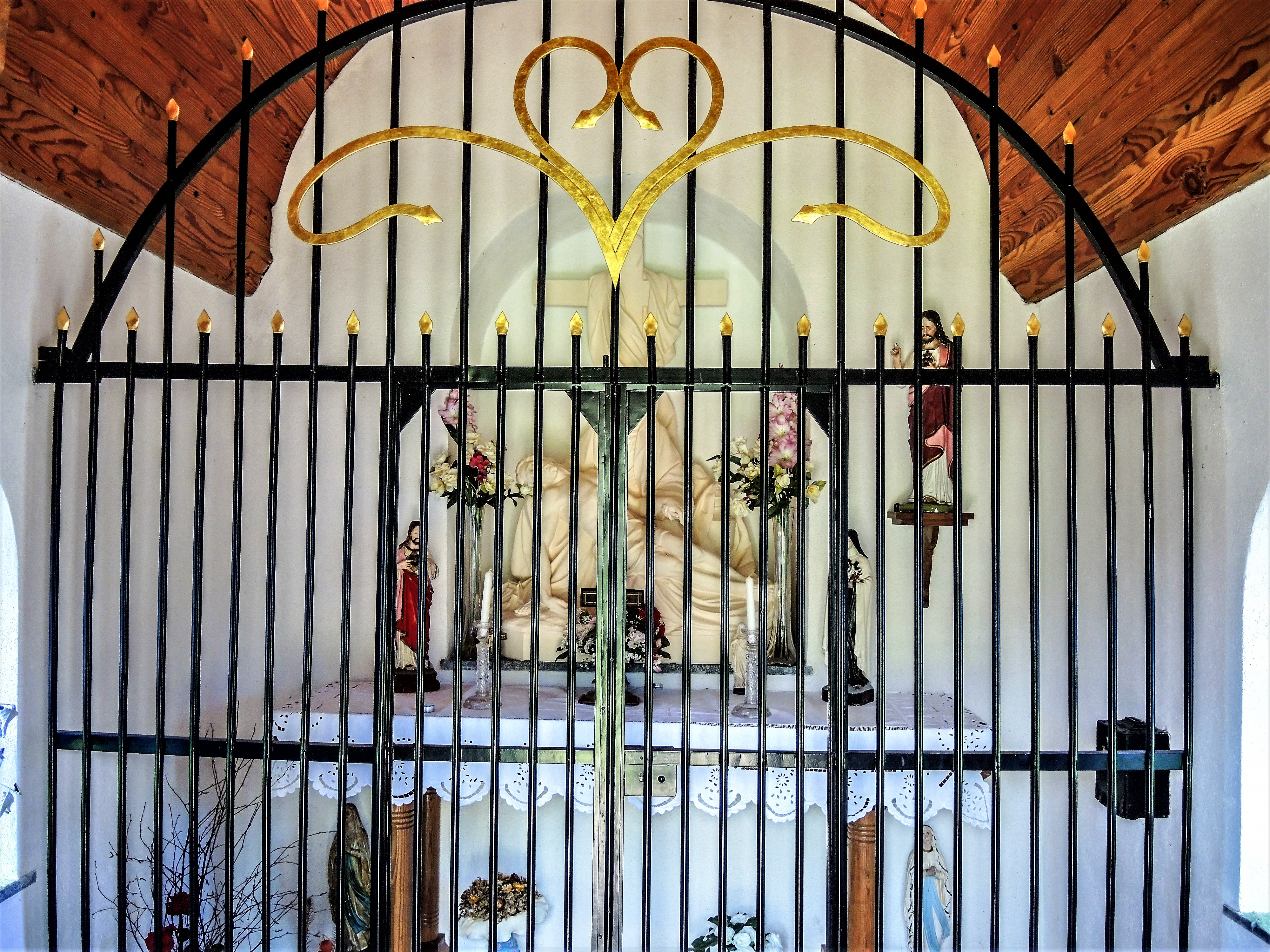
Intérieur de la chapelle de Pitié.
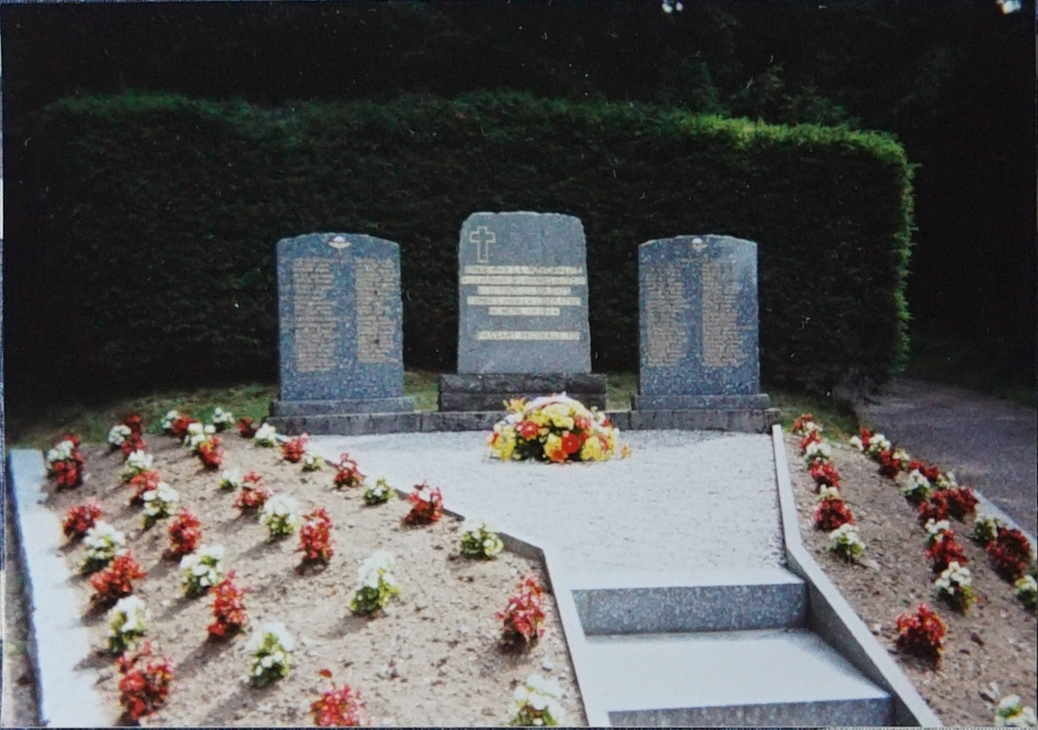
Monuments commémoratifs.
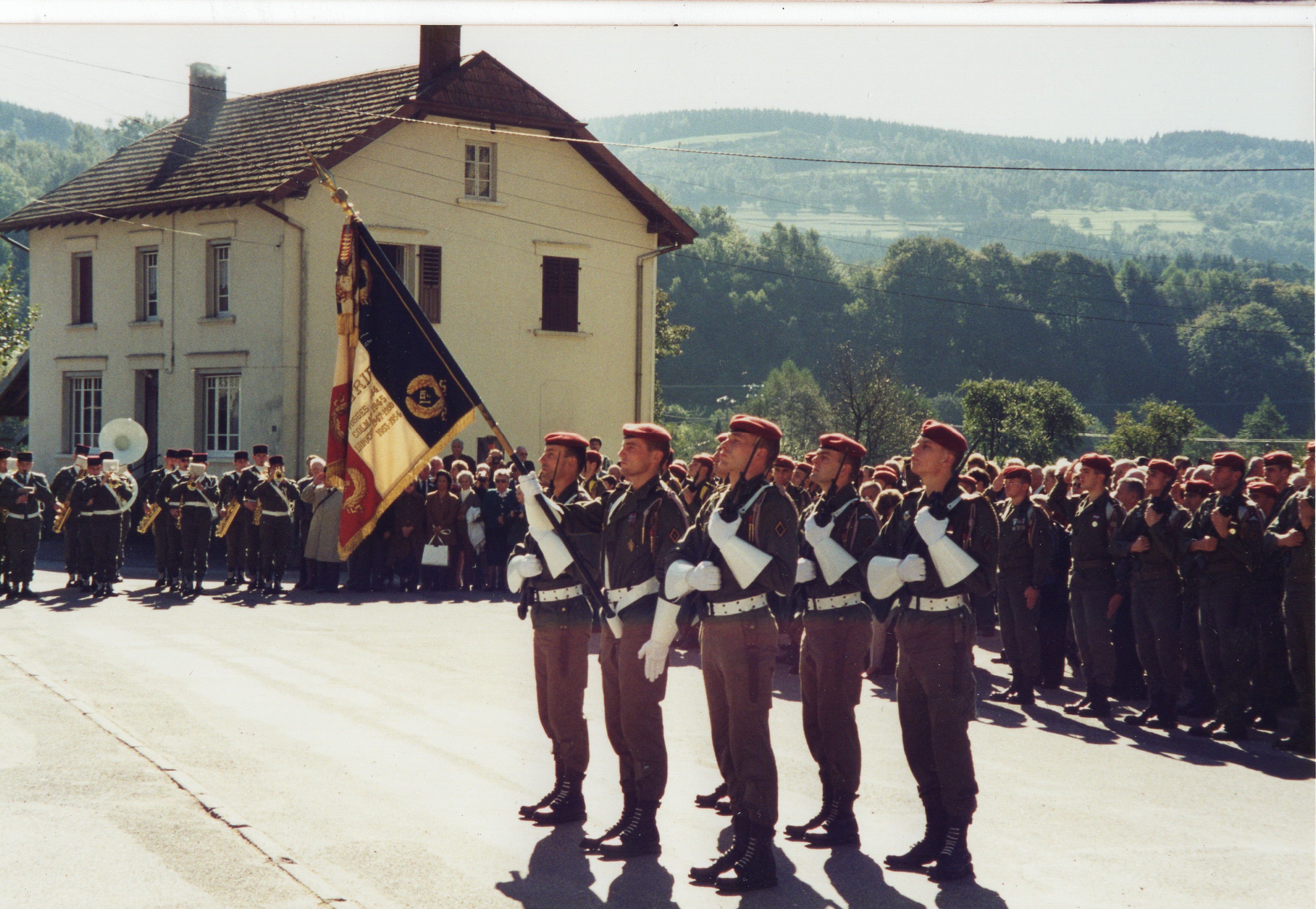
Commémoration 1er régiment de chasseurs parachutistes.
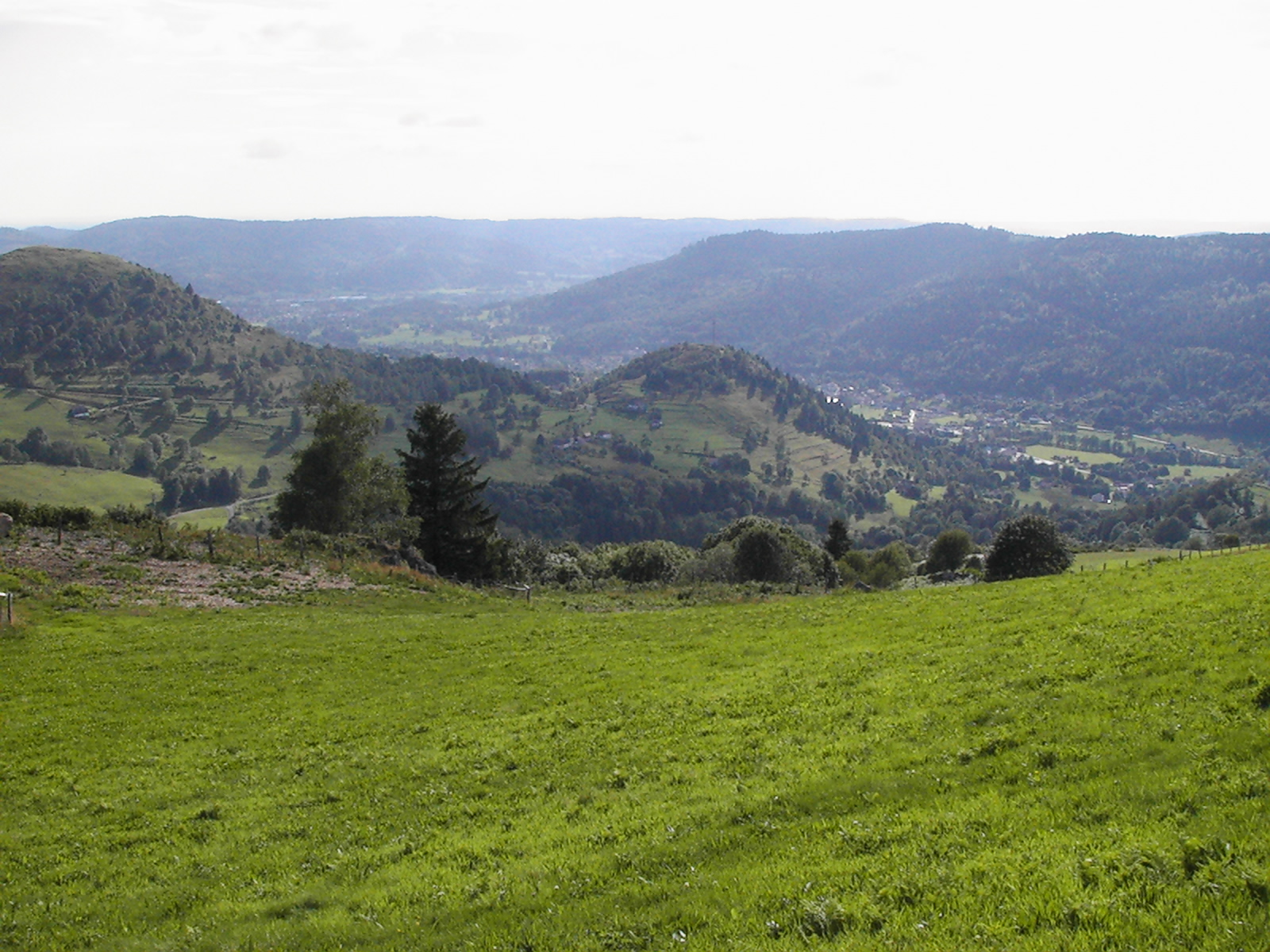
Le Ménil vu de la Tête des Champs.

### Lieux et monuments

#### Édifices et lieux religieux
- Église Saint-Blaise, construite en 1733[43] et remaniée au cours du XIXe siècle :
  - l'orgue est de Jean-Nicolas Jeanpierre, transformé en 1871 par Henri Didier[44],[45] ;
  - les vitraux de 1947 et le chemin de croix en bois de 1959 ont été réalisés par Les Ateliers Loire[46].
- Chapelle de Pitié[47], bombardée par l’artillerie alliée le 20 octobre 1944, reconstruite par l’abbé Cunat en 1948 avec l’argent des dommages de guerre[48],[49],[50].
- La chapelle de la Tête des Champs, dite Notre-Dame-de-la-Salette[51],[52],[53].
- Cimetière communal[54].

#### Autres lieux
- Piste de karting couverte.
- Site d'escalade aménagé (sous la responsabilité des usagers)[55].
- Nombreux sentiers de randonnées pédestres entretenues par le Club vosgien, et balades en raquettes[56].
- Table d'orientation installée à la Tête des Champs[57].
- Pont Chaly ou pont Chalin sur le ruisseau des Granges.
- L'architecture rurale de la commune[58]

### Jumelages
Depuis 1985, sans échanges ni jumelage, des rencontres avec un  groupe de gymnastes allemands sont organisées à la ferme aux Essieux.

### Héraldique
| Blason | Blasonnement : Taillé: au 1er d'azur au sapin au naturel, au 2e de sinople à la quenouille de laine d'argent posée en barre ; au listel d'argent chargé de l'inscription "LE MENIL" de gueules, posé en barre et brochant sur la partition. Commentaires : Le statut officiel du blason reste à déterminer. |

## Personnes liées à la commune
- Blaise Bontems, fils d'un armurier, né au Ménil en 1814, automaticien à Paris.
- Clément Noël, petit-fils d'Aimé Chevrier, skieur alpin, champion olympique de slalom à Pékin en 2022.
- Claire Mougel, troisième aux championnats du monde de trail 2018[61].